# Oogoni
Oogoni (en llatí i en altres idiomes, Oogonium; en plural, oogonia), es pot referir a un oòcit de primer ordre en el fetus femella o al gametangi de certs tal·lòfits.

## En el fetus
Els oognis es formen en gran nombre per la mitosi aviat en el desenvolupament d'un fetus a partir de les cèl·lules germinatives. En els humans comencen a desenvolupar-se entre la quarta i vuitena setmanes i estan presents en el fetus entre les setmanes 5 i 30.
Una vegada que les cèl·lules germinatives han arribat dins l'ovari es desenvolupen com oogonis. Els oogonis migren des del sac de rovell a la vora genital (el lloc dels ovaris futurs) situats en la paret abdominal posterior.
Els oogonis es desenvolupen per mitosi. Tanmateix alguns d'ells esdevenen oòcits de primer ordre, els quals comencen la meiosi que s'atura en la profase I. Quan entren en la profase I de la meiosi esdevenen oòcits de primer ordre; és important dir que aquests procés es completa abans del naixement, en contrast amb l'espermatogènesi. Els oòcits de primer ordre estan presents des de la setmana 10 fins a la menopausa als ~53 anys en les dones.

## En els tal·lòfits
En ficologia i micologia, oogoni es refereix al gametangi femella si la unió del mascle (mòtil o no mòtil) i la femella (gàmeta) té lloc dins aquesta estructura. Els oognis normalment estan envoltats per cèl·lules o sacs que contenen una o més oosferes. L'anteridi mascle normalment produeix moltes cèl·lules amb flagels excepte en els Rhodophyta que no tenen flagels.